# Reiner Sesselmann
Reiner Sesselmann (* 31. Januar 1942) ist ein ehemaliger deutscher Fußballspieler, der in den 1960er-Jahren für die BSG Motor Steinach in der DDR-Oberliga, der höchsten Spielklasse im DDR-Fußball, aktiv war. Als Politiker war er von 1994 bis 2006 Landrat des Landkreises Sonneberg. Er ist Träger des Bundesverdienstkreuzes.

## Sportliche Laufbahn
Als in der Fußballsaison 1962/63 der Betriebssportgemeinschaft (BSG) Motor Steinach nach ihrem Aufstieg in die zweitklassige I. DDR-Liga ein Durchmarsch zum Aufstieg in die DDR-Oberliga gelang, gehörte zum Kader auch der 20-jährige Stürmer Reiner Sesselmann. In den 26 Ligaspielen war er elfmal eingesetzt worden und hatte ein Tor zum Aufstieg beigesteuert. Obwohl Reiner Sesselmann auch für das Oberliga-Aufgebot 1963/64 gemeldet worden war, kam er wegen der Aufnahme eines Studiums lediglich in einem Oberligaspiel in der Rückrunde zum Einsatz. In der zweiten Steinacher Oberligaspielzeit gelang es Reiner Sesselmann, sich einen Platz in der Stammelf zu sichern. Er bestritt vorwiegend als Außenstürmer 17 der 26 Oberligaspiele und kam auf vier Tore. Da Motor Steinach den Klassenerhalt verpasste, musste die BSG ab 1965/66 wieder in der DDR-Liga antreten. Reiner Sesselmann gehörte bis 1968 weiter zum Steinacher Aufgebot, konnte sich aber in keiner Saison mehr voll durchsetzen. Von den 90 Ligaspielen der drei Spielzeiten absolvierte er lediglich 35 Begegnungen und kam auch nur auf sechs Tore. Im Sommer 1968 schied er 26-jährig aus dem höherklassigen Fußball aus, bei dem er innerhalb von sieben Jahren auf 18 Oberligaspiele mit vier Toren und auf 46 DDR-Liga-Spiele mit sieben Toren gekommen war. Als Freizeitfußballer war er später noch bei der unterklassigen BSG Post in Sonneberg aktiv.

## Weitere Aktivitäten
Insbesondere nach der politischen Wende von 1990 engagierte sich Reiner Sesselmann im öffentlichen Leben und in der Kommunalpolitik. Er beteiligte sich an sozialen Projekten und im Vereinswesen und war von 1994 bis 2006  Landrat des Landkreises Sonneberg. Für sein Engagement wurde er 2009 mit dem Bundesverdienstkreuz am Bande ausgezeichnet.

## Trivia
Mit dem am 25. Juni 2023 gewählten Sonneberger Landrat der AfD, Robert Sesselmann, ist Reiner Sesselmann nicht verwandt.